# Fageiella patellata
Fageiella patellata là một loài nhện trong họ Linyphiidae.
Loài này thuộc chi Fageiella. Fageiella patellata được Wladislaus Kulczynski miêu tả năm 1913.